# Joan Cambridge
Joan Cambridge, également connue sous le nom de Joan Cambridge Mayfield, est une écrivaine guyanienne.

## Biographie

### Carrière
À partir des années 1960, Cambridge travaille comme journaliste, y compris comme journaliste et comme rédactrice en chef de la page féminine du Guyana Graphic, qui est devenu plus tard le Guyana Chronicle. Elle est également apparue à la radio pour la BBC,.
Cambridge rencontre son mari, l'acteur, écrivain et militant des droits civiques américain Julian Mayfield, alors qu'ils travaillent tous les deux au ministère guyanien de l'Information et de la Culture. Ils se marient en 1973, et quelques années plus tard, le couple quitte la Guyane et déménage à Washington, DC, passant également du temps en Allemagne,. Mayfield décède en 1984, à Washington. Cambridge retourne en Guyane après sa mort, s'installant dans les chutes isolées de Yukuriba dans la région du Haut Demerara-Berbice.
Alors que Cambridge collabore avec son mari sur un roman intitulé Meurtre sur la Rive Est, celui-ci n'a jamais été publié. Elle est également en train d'écrire un roman autobiographique inédit intitulé Montre-moi le chemin pour rentrer à la maison.
Son premier roman, Clarise Cumberbatch Want to Go Home, est publié en 1987,. Il l'écrit dans une version modifiée du créole guyanienne. Il s'agit d'une femme immigrée guyanienne qui vient à New York à la recherche de son mari, qui rencontre des difficultés à s'intégrer à la fois aux Américains et aux Guyaniennes expatriés. Il est considéré comme une œuvre représentative de la littérature guyanienne, faisant partie d'une nouvelle vague d'écrivaines guyaniennes à l'époque.
Le travail de Cambridge est également présenté dans l'anthologie Daughters of Africa de Margaret Busby en 1992.
Au cours de ses années de vie aux États-Unis, Cambridge s'implique dans la scène littéraire noire, comptant Maya Angelou dans son cercle social. Bien qu'elle vive maintenant à l'intérieur de la Guyane, elle a continué à voyager et à travailler aux États-Unis, en particulier à New York et à Washington. En 2000, elle participe à la conférence des boursiers de l'Institut d'été et au projet d'écriture de la zone DC à Washington, DC, et elle est impliquée dans la Guyana Cultural Association de New York, notamment en effectuant une lecture lors de leur symposium à l'Université de Columbia en 2004.
Cambridge continue d'être impliquée dans l'activisme dans son pays et à l'étranger, notamment en plaidant pour la défense de sa langue maternelle, le créole guyanien, et en offrant 100 acres de ses terres pour réinstaller les Haïtiens déplacés par le tremblement de terre de 2010.